# Ruppellia keiseri
Ruppellia keiseri är en tvåvingeart som beskrevs av Lyneborg 1989. Ruppellia keiseri ingår i släktet Ruppellia och familjen stilettflugor.
Artens utbredningsområde är Madagaskar. Inga underarter finns listade i Catalogue of Life.